# Вејнсвил (Северна Каролина)
Вејнсвил (енгл. Waynesville) град је у америчкој савезној држави Северна Каролина.

## Демографија
По попису из 2010. године број становника је 9.869, што је 637 (6,9%) становника више него 2000. године.
| Група             | 2000.         | 2010.         |
| Белци             | 8.611 (93,3%) | 8.873 (89,9%) |
| Афроамериканци    | 306 (3,3%)    | 233 (2,4%)    |
| Азијати           | 15 (0,2%)     | 38 (0,4%)     |
| Хиспаноамериканци | 186 (2,0%)    | 558 (5,7%)    |
| Укупно            | 9.232         | 9.869         |